# して
𬼀（シテ）は、片仮名の一つである。

## 字源
「為」の省画である。
「〆（しめ）」や片仮名の「メ」と混同されることがあるが、別字である。

## 用例
1.  剥篤亞斯蘭 「シ子レス、カラーヘルラチ」羅
[…] 是ヲ燒ク法、曠野ニ一大坑ヲ穿チ其底ト内圍ニ遍瓦磗ヲ敷連子、樹ノ幹枝𪜈（トモ）ニ截テ其内ニ積ミ焚シ了テ煙消シ通紅トナルトキ尋常ノ灰汁ヲ取テ少シ宛頻〻ニ撒ストキハ其灰ノ鹽氣凝結𬼀（シテ）堅キ塊片トナル。
2. 「旅客手迴リ荷物其外所持ノ品タリ𬼀（シテ）總テ之カ爲ニ別段ニ賃金ヲ拂ヒ其受取證書ヲ取置カサレハ若シ紛失毀損等アル𪜈（トモ）政府ニ於テ關係セサルヘシタトヒ賃金ヲ拂ヒ證書ヲ取置𪜈（トモ）其毀損紛失等ヲ償フハ只旅客自用衣服ノミニ止リ且償金モ五十圓ニ過ルヿ（コト）ナシ」『鐵道略則』（明治五年五月四日太政官布告第百四十六号）

## 符号位置
| 記号 | Unicode | JIS X 0213 | 文字参照            | 名称 |
| ---- | ------- | ---------- | ------------------- | ---- |
| 𬼀   | U+2CF00 | -          | &#x2CF00; &#184064; | シテ |